# Niski Jesionik
Niski Jesionik (cz. Nízký Jeseník, niem. Niederes Gesenke) – według podziału fizycznogeograficznego profesorów: Jerzego Kondrackiego i Wojciecha Walczaka mezoregion wchodzący w skład Sudetów Wschodnich i pasma Jesioników (cz. Jeseníky). Znajduje się całkowicie w Czechach – na pograniczu Moraw i Śląska. Graniczy od północnego wschodu z Płaskowyżem Głubczyckim (cz. Opavská pahorkatina) na Nizinie Śląskiej, od północnego zachodu z Górami Opawskimi (cz. Zlatohorská vrchovina), Wysokim Jesionikiem (cz. Hrubý Jeseník) i Hanušovicką vrchoviną, od zachodu z Obniżeniem Górnomorawskim (cz. Hornomoravský úval), od południowego wschodu z Bramą Morawską (cz. Moravská brána), a od wschodu z Kotliną Ostrawską (cz. Ostravská pánev). Za jego południowo-wschodnią część bywają uważane Góry Odrzańskie (cz. Oderské vrchy).

## Budowa geologiczna
Masyw Niskiego Jesionika zbudowany jest ze skał metamorficznych, tzw. kulmu wschodniosudeckiego: łupków serycytowych, fyllitów, zieleńców i osadowych: piaskowców, łupków ilastych, mułowców, iłowców, zlepieńców, z wkładkami wapieni, łupków kwarcowych i łupków grafitowych. Stopień metamorfizmu skał maleje stopniowo ku wschodowi tak, że trudne jest postawienie granicy między skałami metamorficznymi a osadowymi.

## Rzeźba terenu

### Szczyty

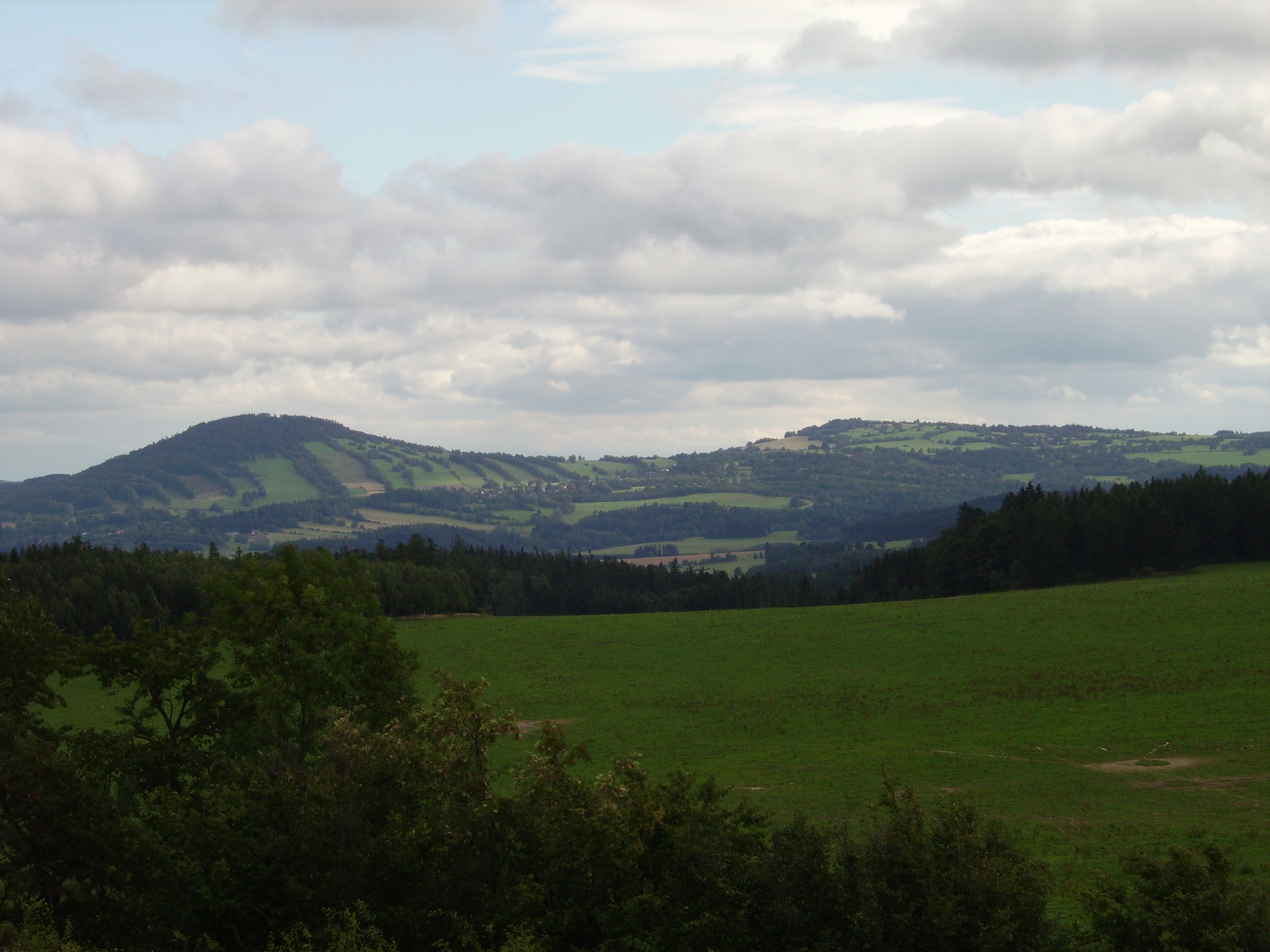
Widok na góry Velký Roudný i Malý Roudný

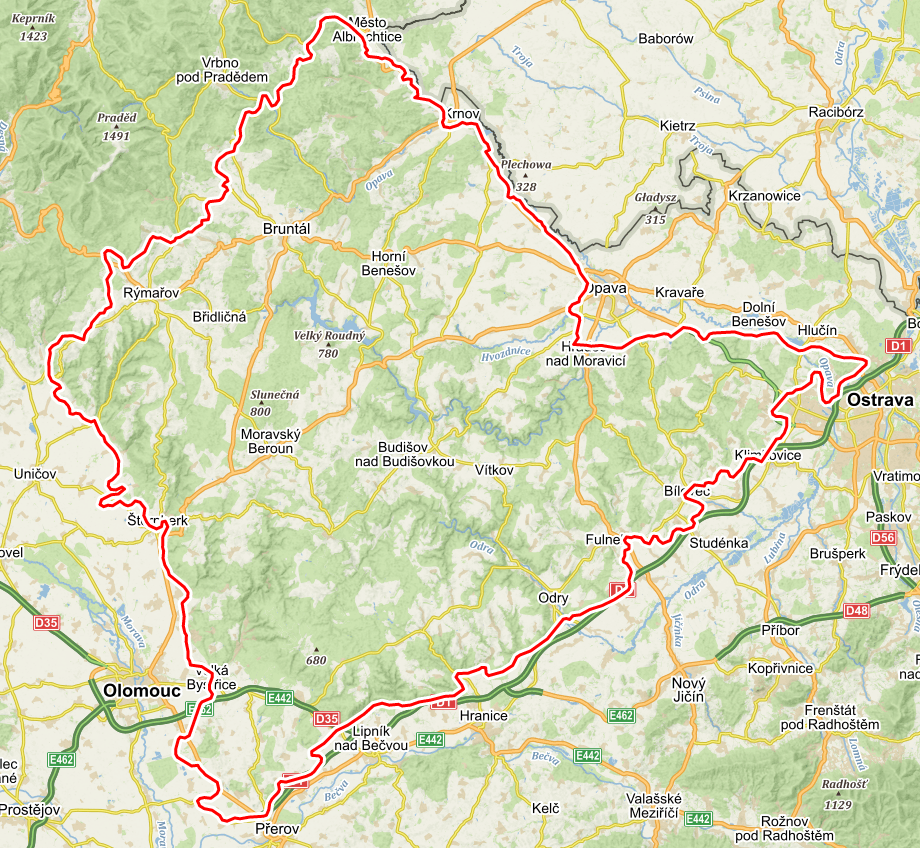
Mapa Niskiego Jesionika

| Lp. | Szczyt          | Wysokość m n.p.m. |
| 1   | Slunečná        | 802               |
| 2   | Slunečná – S    | 797               |
| 3   | Pastviny        | 790               |
| 4   | Velký Roudný    | 780               |
| 5   | Kamenná hůrka   | 778               |
| 6   | Malý Roudný     | 771               |
| 7   | Ptáčník         | 768               |
| 8   | Rychtář         | 753               |
| 9   | Červená hora    | 749               |
| 10  | Bedřichova hora | 745               |
| 11  | Nad Alejí       | 743               |
| 12  | Moravická hora  | 741               |
| 13  | Kamenec         | 737               |
| 14  | Strážná         | 730               |
| 15  | Polomy          | 725               |
| 16  | Stránský vrch   | 725               |
| 17  | Zlatá lípa      | 723               |
| 18  | Na Kopci        | 721               |
| 19  | Smrčiny         | 719               |
| 20  | Karlova hora    | 717               |

| Lp. | Szczyt             | Wysokość m n.p.m. |
| 21  | Zadní vrch         | 713               |
| 22  | V Koleně           | 712               |
| 23  | Vysutý             | 711               |
| 24  | Stránský vrch – JV | 710               |
| 25  | Kamenný vrch       | 709               |
| 26  | Návrší             | 709               |
| 27  | Rýžovník           | 709               |
| 28  | Harrachovský kopec | 708               |
| 29  | Poutní hora        | 708               |
| 30  | Pomezí             | 707               |
| 31  | Nad zatáčkou       | 707               |
| 32  | Chlum              | 706               |
| 33  | Kančí vrch         | 706               |
| 34  | Na Kopci           | 705               |
| 35  | Tři lípy           | 703               |
| 36  | Výhledy            | 703               |
| 37  | Vysoký vrch        | 703               |
| 38  | Smrkový vrch       | 702               |
| 39  | Černý les          | 701               |
| 40  | Koroptví vrch      | 700               |

## Wody
Przez Niski Jesionik przebiega główny europejski dział wodny; północna część, odwadniana przede wszystkim przez Opawę i jej dopływ Moravice, należy do dorzecza Odry (wypływającej w Górach Odrzańskich) w zlewisku Morza Bałtyckiego, wody z pozostałego obszaru są odprowadzane przez Morawę do Dunaju i należą do zlewiska Morza Czarnego.

## Miejscowości
Na obszarze Niskiego Jesionika znajdują się miejscowości:
- Bílovec
- Břidličná
- Bruntál
- Budišov nad Budišovkou
- Fulnek
- Hradec nad Moravicí
- Karniów (cz. Krnov)
- Město Albrechtice
- Moravský Beroun
- Opawa (cz. Opava)
- Ostrawa (cz. Ostrava)
- Rýmařov
- Studénka
- Šternberk
- Vítkov